# Würzmittel

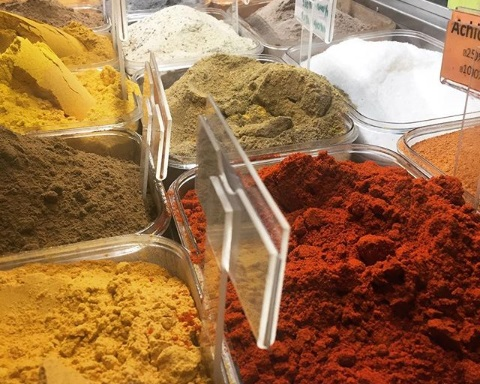
Gewürze

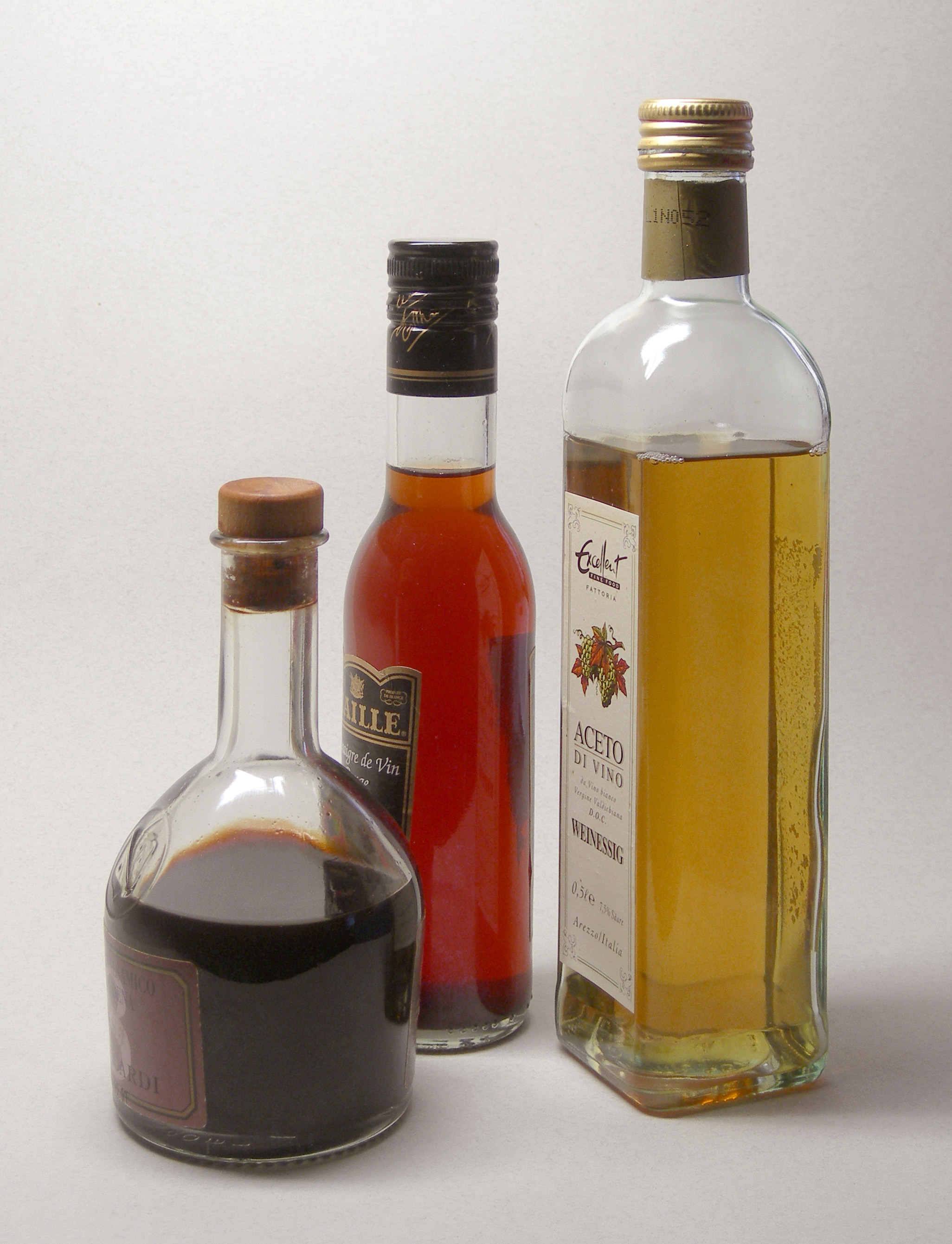
Essig

Würzmittel sind Lebensmittel, die zum Würzen verwendet werden.
Zu den Würzmitteln werden Gewürze und andere würzende Zutaten gemäß Deutschem Lebensmittelbuch gezählt, aber auch im weiteren Sinne z. B. Speisesalz und Essig. Teilweise wird der Begriff Würzmittel auch enger definiert, z. B. sind nach einem Urteil des Niedersächsischen Oberverwaltungsgerichts Gewürze keine Würzmittel im Sinne der Zusatzstoff-Zulassungsverordnung. Die Warenkodes für die amtliche Lebensmittelüberwachung, Verzehrserhebungen und Fremdstoffberechnungen für Lebensmittel, Wein, Erzeugnisse aus Wein, weinähnliche Getränke, Erzeugnisse aus weinähnlichen Getränken, Tabakerzeugnisse, kosmetische Mittel, Bedarfsgegenstände sowie Zusatzstoffe für diese Erzeugnisse des Bundesamts für Verbraucherschutz und Lebensmittelsicherheit unterscheiden auch die Obergruppen 520000 Würzmittel und 530000 Gewürze.